# Gabriela Zapolska

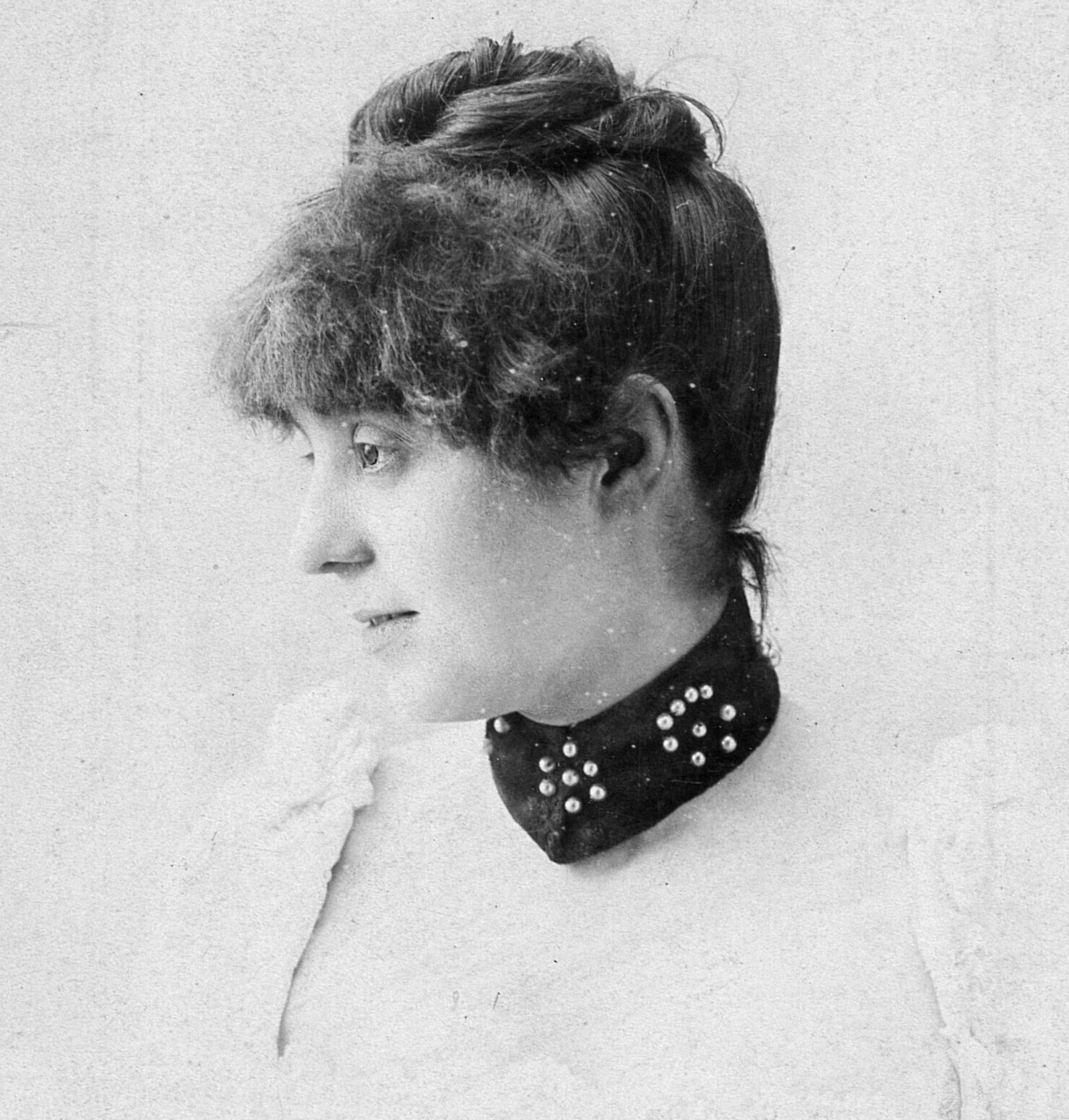
Gabriela Zapolska

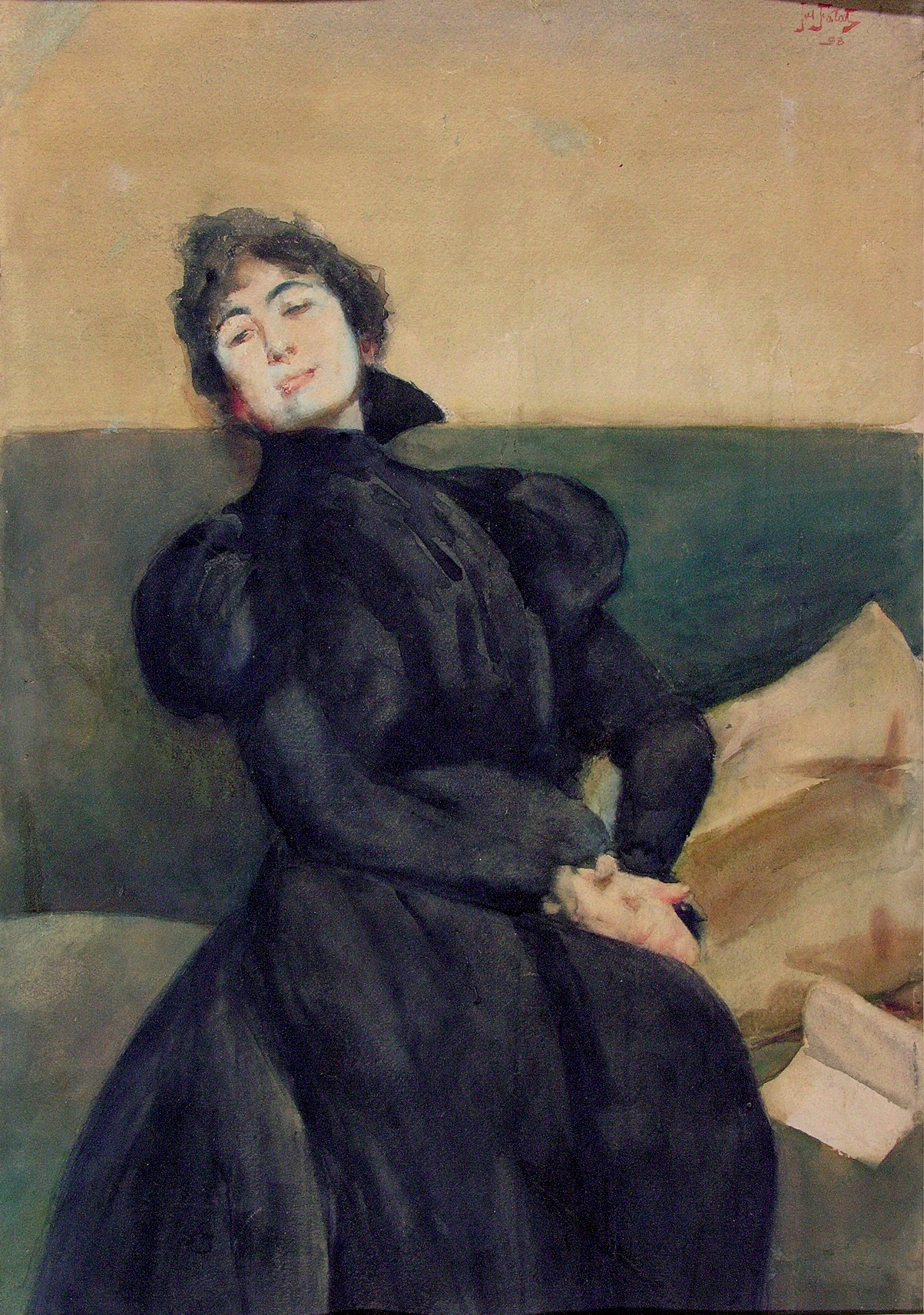
Julian Fałat: Porträt von Gabriela Zapolska

Gabriela Zapolska, eigentlich Maria Korwin-Piotrowska (* 30. Märzjul. / 11. April 1857greg. in Podhajce bei Łuck, Russisches Kaiserreich; † 17. Dezember 1921 in Lwów, Republik Polen), war eine bedeutende polnische Schriftstellerin. Sie gilt als eine wichtige Vertreterin des polnischen Naturalismus und als eine der bekanntesten Dramatikerinnen ihrer Zeit.

## Leben
Maria Korwin-Piotrowska war die Tochter eines wohlhabenden Gutsbesitzers. Sie schloss sich gegen den Willen ihrer Eltern 1879 einer wandernden Schauspielertruppe an. Sie trat in vielen polnischen Städten auf und gastierte zwischen 1890 und 1895 auch in Paris. 1902 gründete sie eine Schauspielschule in Krakau, die sie auch einige Jahre leitete. Außerdem machte sie sich einen Namen als Theaterkritikerin.

## Bedeutung
Gabriela Zapolska gilt als eine führende Vertreterin des polnischen Naturalismus. Sie war  in ihrem Schreiben  auch von Émile Zola beeinflusst.
Für ihre Zeit war sie eine ungewöhnliche Autorin, da sie in ihren Romanen und Dramen Probleme von Frauen in ihrer Zeit sehr kritisch beschrieb und auch Themen  von Körperlichkeit und Sexualität offen darstellte.
Ihr Zarewitsch von 1917 fühlte sich mehr zu Männern hingezogen und musste vom Hof erst durch eine als Junge verkleidete Schauspielerin in die richtige Richtung gebracht werden.

„Gabriela Zapolska enjoys the distinction of being (...) Europe's most outstanding female playwright.“

## Werke (Auswahl)

### Übersicht
Gabriela Zapolska verfasste zahlreiche Romane und Theaterstücke.
Einige wurden ins Deutsche übersetzt und  erschienen zum Teil in mehreren Auflagen, meist im Verlag Oesterheld & Co. in Berlin. Dieser gab 1919 und 1924 auch eine neunbändige Werkausgabe heraus. 1935 wurden drei Bücher verboten. Der Henschel-Verlag in Ost-Berlin übersetzte 1952/56 vier Stücke.

### Prosa
- Kaśka Kariatyda, 1887
  - Käthe, die Karyatide, H. Seemann, Leipzig 1902
  - Käthe. Der Roman eines Dienstmädchens, Oesterheld, Berlin 1924 Text[3]; 1935 in Preußen verboten[4]
- Przedpiekle, 1889
  - Die Hölle der Jungfrauen, Oesterheld,  Berlin, 2. Auflage 1911, 10. Auflage [um 1930]; verfilmt Die Hölle der Jungfrauen (1928)
- Menażeria ludzka, 1894[5]
  - Die menschliche Menagerie
- Wodzirej, 1896 Text
  - Aristokraten, Oesterheld, Berlin 1919/1924
- Sezonowa miłość, 1905
  - Sommerliebe, Oesterheld Berlin 1915, dann 1919/1924;
  - Neudruck Manesse, 2008 ISBN 978-3-7175-2152-5
- Pan policmajster Tagiejew, 1905
  - Der Polizeimeister. Ein russischer Polizeiroman, Oesterheld, Berlin 1914, mehrere Auflagen[6]
- Córka Tuśki, 1907
- O czym się nie mówi, 1909
  - Wovon man nicht spricht, Oesterheld, Berlin 2. Auflage 1910[7], Neuauflagen 1919/1924; 1935 in Preußen verboten[8]
- Szaleństwo
  - Frau Renas Ehe, Berlin 1913, Neuauflage 1924
- Kobieta bez skazy, 1913
  - Die unberührte Frau, Berlin 1920; Neuauflage 1924; 1935 in Preußen und Bayern verboten, wegen unzüchtigem Inhalt[9]
- O czym się nawet myśleć nie chce, 1914
  - Woran man nicht denken mag, Berlin 1924
- Janka, 1921
- Frania Poranek. Jej dalsze losy, 1922
- Z pamiętników młodej mężatki, 1923
- Fin-de-siecle'istka
- Zaszumi las
- Rajski ptak [Paradiesvogel] (nicht übersetzt)

### Dramatische Werke
- Żabusia, Komödie, 1897
  - Die kleine Kröte, Henschel, Berlin 1955
- Tamten, 1898
  - Die Warschauer Zitadelle, deutsch von Julius Szalit, Oesterheld, Berlin 1916; zwei Verfilmungen 1930 und 1937
- Siberia, 1903
  - Sibirien, deutsch von Julius Szalit, Osterheld, Berlin 1917
- Jesiennym wieczorem, 1905
- Moralność pani Dulskiej, Komödie, 1906[10]
  - Die Moral der Frau Dulski. Eine Spießerkomödie in 3 Aufzügen, Wien 1912; häufig aufgeführt in Deutschland
  - Die Moral der Frau Dulska, Henschel, Berlin 1952
- Ich czworo, 1907
  - Dummheit im Quadrat, Henschel, Berlin 1956
- Panna Maliczewska, 1912
  - Die Freundin, Berlin 1912
  - Fräulein Maliczewska, Henschel, Berlin 1955
- Carewicz, 1917
  - Der Zarewitsch, Wien 1917, Theaterauffuhrung Wien 1917, auch um 1919 im Residenz-Theater Berlin (als Der kleine Zar)[11]
- Skiz

## Bearbeitungen
- Die Theaterstücke von Gabriela Zapolska wurden in Polen häufig aufgeführt, am meisten Frau Dulska. Auch in Deutschland und Österreich gab es einige Theaterinszenierungen, zum Beispiel im Residenz-Theater in Berlin (Der kleine Zar) und in Wien (Zarewitsch).
- Franz Lehár komponierte die Operette Der Zarewitsch (Uraufführung  1927 in Berlin), frei nach dem gleichnamigen Drama von 1917 in der deutschen Übersetzung von Bernard Scharlitt.

- Es gab mindestens acht polnische und drei deutsche Verfilmungen[12]
  - Die Hölle der Jungfrauen, 1928, UFA Berlin
  - Die Warschauer Zitadelle, 1930, Regie Jakob und Louise Fleck; 2019 wiederaufgeführt[13]
  - Die Warschauer Zitadelle, 1937, ABC-Film Berlin[14]

### Deutsch
- Manfred Podeschwik: Studien zum novellistischen Schaffen von Gabriela Zapolska. Dissertation, Freie Universität Berlin 1969
- Dorothea Renckhoff: Gabriela Zapolska und Betrogene Betrüger. In: Programmheft des Rheinischen Landestheaters Neuss zu „Dummheit im Quadrat“, 1980/81, Heft 6, S. 7–9 und 14–15

### Polnisch
- Adam Jarosz, Hanna Ratuszna (Hrsg.): Życie i twórczość Gabrieli Zapolskiej. Ibidem, Stuttgart 2013, Tagungsband von 2011, mit deutschem Einleitungstext
- Jósef Rurawski: Gabriela Zapolska. 2. Auflage. Wiedza Powszechna, Warschau 1987, ISBN 83-214-0212-7
- Jadwiga Czachowska: Gabriela Zapolska. Monografia bio-bibliograficzna. Wydawnictwo literackie, Kraków 1966